# Avaldsnes IL
Avaldsnes IL är en norsk idrottsförening som har sektioner för fotboll och handboll. Föreningen grundades år 1937.

## Meriter
Damlaget i fotboll har haft de största framgångarna och spelar sedan säsongen 2013 i den högsta norska divisionen, Toppserien. Säsongen 2016/2017 kvalade laget till Women´s Champions league efter att ha kommit tvåa i Toppserien år 2015. I turneringen tog sig klubben till sextondelsfinal efter att ha besegrat portugisiska Benfica, finska PK-35 Vantaa och nordirländska Newry City Ladies i kvalspelet. I sextondelsfinalen blev dock de regerande mästarna Lyon för svåra då man förlorade med sammanlagt 2-10. Lagets bästa målskytt i turneringen, kvalspelet inkluderat, var Hege Hansen med sina fem mål. I laget spelar också Maren Mjelde som tidigare representerat bland annat Kopparbergs/Göteborgs FC och varit kapten i det norska landslaget.